# Кошкодан, Михай Феодосиевич
Михай Феодосиевич Кошкодан (рум. Mihai Coșcodan; 17 октября 1940, с. Нападены, Унгенский район, Молдавская ССР, СССР — 29 апреля 2016, Кишинёв, Республика Молдова) — советский и молдавский государственный деятель, политик, учёный и профессор. Депутат Парламента Республики Молдова с 1990 по 1994 год. Вице-премьер-министр ССР Молдовы с 25 июля 1990 по 27 августа 1991 года. Вице-премьер-министр Республики Молдова с 27 августа 1991 по 5 апреля 1994 года.
Один из подписантов декларации о независимости Республики Молдова.

## Биография
Михай Кошкодан родился в 17 октября 1940 году в селе Нападены, Унгенского района Молдавской ССР. Окончил с отличием школу в городе Калараш. Проходил службу в рядах Советской армии с 1963 по 1965.
- 1965—1970 — работал на кафедре общей географии Государственного университета Тирасполя (государственный педагогический институт им Т. Г. Шевченко); учился в аспирантуре Тираспольского педагогического института имени Т. Г. Шевченко (1967—1970).
- 1970—1977 — заведующий кафедрой общей географии и картографии, Государственный университет Тирасполя (Т.Г. Шевченко государственный педагогический институт).
- 1977—1987 — декан географического факультета Тираспольского государственного университета.
- 1987—1992 — ректор Тираспольского государственного университета.
- 25 июля 1990 — 27 августа 1991 — вице-премьер-министр ССР Молдова.
- 27 августа 1991 — 5 апреля 1994 — вице-премьер-министр Республики Молдова.
- 1994—1998 — Чрезвычайный и полномочный посол Республики Молдова в Болгарии (27 июня 1994 — 28 июля 1998), в Союзной Республике Югославии (2 мая 1995 — 28 июля 1998) и в Республике Македония (27 июня 1994 — 28 июля 1998).
- 1998—2016 — проректор Международного независимого университета Молдовы; заведующий кафедрой почвоведения, геологии и географии, кандидат географических наук, доцент, Государственный Университет Молдовы.
- 2016 — кафедра почвоведения, географии, геологии, лесного хозяйства и дизайна, кандидат биологических наук, профессор.

Скончался 29 апреля 2016 в Кишинёве.

## Награды
- Орден «Мадарский всадник» I степени (7 июля 1998, Болгария)[2].
- Орден Республики (26 августа 2011, Молдавия) — по случаю 20-й годовщины со дня провозглашения независимости Республики Молдова и в знак глубокого признания особого вклада в утверждение государственности Республики Молдова[3].
- Медаль «За гражданские заслуги» (Молдавия).

## Публикации
- Кошкодан М. Ф. Опыт микроклиматической характеристики природных территориальных комплексов на примере Кодр (Молдавская ССР) : Автореферат дис. на соискание ученой степени кандидата географических наук. (690) / Львовский гос. ун-т им. Ивана Франко. - Львов : [б. и.], 1971. - 15 с.
- Константинова Т. С., Дубовка Ф. В., Кошкодан М. Ф. Климат. Молдавская ССР. — Кишинёв, 1979.
- Кошкодан М. Ф. Природные условия Молдавской ССР и их хозяйственное значение : Вопр. географии : Межвуз. сб. / Тирасп. гос. пед. ин-т им. Т. Г. Шевченко; [Редкол.: М. Ф. Кошкодан (отв. ред.) и др.]. - Кишинёв : Штиинца, 1988. - 89, с. : ил., карт.; 22 см.; ISBN 5-376-00517-8.
- Кошкодан М. Ф. Влияние микроорганизмов на растворение минеральной части почвы // Инст. микробиол. АН Респ. Молдова. Кишинёв, 1998. - Юс.